# Пармер (округ)
Округ Пармер (англ. Parmer County) расположен в США, штате Техас, на северо-западе Техасского выступа. Официально образован в 1876 году и назван в честь Мартина Пармера — одного из творцов техасской декларации о независимости. По состоянию на 2000 год, численность населения составляла 10 016 человек. Окружным центром является город Фаруэлл.
Округ Пармер входит в число 46 округов Техаса с действующим сухим законом или ограничениями на продажу спиртных напитков.

## География
По данным Бюро переписи США, общая площадь округа равняется 2293 км², из которых 2283 км² суша и 10 км² или 0,4% это водоемы.

### Соседние округа
- Бейли (юг)
- Деф-Смит (север)
- Карри (запад)
- Кастро (восток)
- Лам (юго-восток)

## Демография
По данным переписи населения 2000 года в округе проживало 10 016 жителей, в составе 3322 хозяйств и 2614 семей. Плотность населения была 4 человека на 1 квадратный километр. Насчитывалось 3732 жилых дома, при плотности покрытия 2 постройки на 1 квадратный километр. По расовому составу население состояло из 66,01% белых, 1,01% чёрных или афроамериканцев, 0,76% коренных американцев, 0,32% азиатов, 0,04% коренных гавайцев и других жителей Океании, 29,51% прочих рас, и 2,35% представители двух или более рас. 49,19% населения являлись испаноязычными или латиноамериканцами.
Из 3322 хозяйств 42,9% воспитывали детей возрастом до 18 лет, 67% супружеских пар живших вместе, в 8,3% семей женщины проживали без мужей, 21,3% не имели семей. На момент переписи 19,3% от общего количества жили самостоятельно, 10,5% лица старше 65 лет, жившие в одиночку. В среднем на каждое хозяйство приходилось 2,97 человека, среднестатистический размер семьи составлял 3,43 человека.
Показатели по возрастным категориям в округе были следующие: 32,9% жители до 18 лет, 8,5% от 18 до 24 лет, 26,2% от 25 до 44 лет, 19,6% от 45 до 64 лет, и 12,7% старше 65 лет. Средний возраст составлял 32 года. На каждых 100 женщин приходилось 97,9 мужчин. На каждых 100 женщин в возрасте 18 лет и старше приходилось 93,9 мужчины.
Средний доход на хозяйство в округе составлял 30 813 $, на семью — 34 149 $. Среднестатистический заработок мужчины был 26 966 $ против 19 650 $ для женщины. Доход на душу населения был 14 184 $. Около 14,2% семей и 17% общего населения находились ниже черты бедности. Среди них было 20,9% тех кому ещё не исполнилось 18 лет, и 14,2% тех кому было уже больше 65 лет.

## Населённые пункты

### Города, посёлки, деревни
- Бовина
- Фаруэлл
- Фриона

### Немуниципальные территории
- Лазбадди

## Образование
Образовательную систему округа составляют следующие учреждения:
- школьный округ Бовина[2]
- школьный округ Фаруэлл[3]
- школьный округ Фриона[4]
- школьный округ Лазбадди[5]